# Fejes Dániel
Fejes Dániel (Budapest, 1999. november 14. –) magyar kenus.

## Pályafutása
A 2017-es ifjúsági maratoni vb-n Simon Sebestyénnel párosban első helyen ért célba, de a kevés induló miatt ez nem volt hivatalos versenyszám. A 2019-es U23-as Európa bajnokságon C1 1000 méteren hatodik volt. 2021 májusában Adolf Balázzsal az olimpiai pótkvalifikáción kvótát szerzett. A tokiói olimpián kenu kettes 1000 méteren összesítésben a 11. helyen végeztek. kenu egyes 1000 méteren nem jutott döntőbe, összesítésben a 26. helyen végzett.
2022-ben Európa-bajnoki bronzérmet nyert Adolf Balázzsal C2 1000 méteren.
2023 márciusában a Bp. Honvédhez igazolt.
A 2024-es párizsi olimpián kenu egyes 1000 méteren 11. lett.